# Fanna
Fanna là một đô thị ở tỉnh Pordenone trong vùng Friuli-Venezia Giulia, có cự ly khoảng 100 km về phía tây bắc của Trieste và khoảng 25 km về phía đông bắc của Pordenone. Tại thời điểm ngày 31 tháng 12 năm 2004, đô thị này có dân số 1.553 người và diện tích là 10,1 km².
Fanna giáp các đô thị: Arba, Cavasso Nuovo, Frisanco, Maniago.